# Lenomys meyeri
Lenomys meyeri es una especie de roedor de la familia Muridae.

## Distribución geográfica
Se encuentra sólo en las selvas de Célebes (Indonesia).